# Borzen
Borzen je državno energetsko podjetje v Sloveniji, ki opravlja javno službo operaterja trga z elektriko in gospodarsko javno službo dejavnosti centra za podpore. Je soustanovitelj Združenja evropskih borz električne energije (EuroPEX).
Trenutna direktorica podjetja je Mojca Kert, medtem ko je predsednica nadzornega sveta Mojca Veljkovič.

## Naloge
Podjetje ima kot operater trga z elektriko naloge vodenja bilančne sheme, evidentiranja bilateralnih pogodb, izdelave okvirnega voznega reda, izdelave bilančnih obračunov in finančne poravnave.
Kot center za podpore operativno izvaja podporno shemo za proizvodnjo elektrike iz obnovljivih virov in visoko učinkovite soproizvodnje toplote in elektrike. Prav tako Borzen zagotavlja delovanje in tehnično upravlja Register potrdil o izvoru v Republiki Sloveniji, ki je temeljno orodje za zagotavljanje sledljivosti porekla oziroma izvora proizvedene elektrike v Sloveniji. V okviru lastne blagovne znamke Trajnostna energija izvaja tudi dejavnosti informiranja, ozaveščanja in usposabljanja o obnovljivih virih energije in učinkoviti rabi energije.
Podjetje deluje trajnostno, pri čemer spodbuja "k večji izrabi zelenih virov energije in učinkovitejši rabi energije" ter "k stabilnemu, transparentnemu in dobro delujočemu trgu z električno energijo".
Znotraj podjetja so razvili tudi "več modelov napovedovanja proizvodnje električne energije za različne vrste tehnologije proizvodnje iz obnovljivih virov energije".

## Zgodovina
Podjetje je bilo ustanovljeno marca 2001 kot hčerinsko podjetje Elektra-Slovenije, nakar je aprila pričel uradno delovati trg električne energije v Sloveniji. Novembra istega leta je podjetje postalo samostojna pravna oseba.
Decembra 2017 je podjetje kot prvo elektrogospodarstveno podjetje prejelo certifikat Družbeno odgovorno podjetje.